# Ꝺ
Cette page contient des caractères spéciaux ou non latins. S’ils s’affichent mal (▯, ?, etc.), consultez la page d’aide Unicode.
Ꝺ (minuscule ꝺ), appelé D insulaire, est une lettre additionnelle qui est utilisée dans l’étude du cornique médiéval et du gallois.

## Utilisation
Dans certains manuscripts islandais du Moyen Âge, le ꝺ est une lettre utilisée pour distinguer le d occlusif du ꝺ fricatif, qui deviendra ensuite ð.
Le d insulaire est utilisé comme lettre additionnelle dans l’édition de 1941 du recueil de chroniques galloises Brut y Tywysogion de Thomas Jones, basée sur le manuscrit Peniarth MS. 20.
Le d insulaire est aussi utilisé par William Pryce (en) dans Archæologia Cornu-Britannica publié en 1790, contenant une grammaire du cornique médiéval. Il y représente une consonne fricative dentale voisée /ð/. Dans cet ouvrage, Pryce utilise aussi les lettres additionnelles a culbuté ‹ Ɐ ɐ ›, le chi ‹ Χ χ ›, le g insulaire ‹ Ᵹ ᵹ ›, le g insulaire culbuté ‹ Ꝿ ꝿ ›, le l culbuté ‹ Ꞁ ꞁ › et le t insulaire ‹ Ꞇ ꞇ ›.
Le d insulaire a également utilisé comme symbole phonétique, notamment par A. S. Tritton en 1943, pour représenter la consonne fricative dentale voisée [ð] lorsque le symbole courant de celle-ci ‹ ð › représente plutôt la forme emphatique de la consonne fricative dentale voisée [ðˤ].

## Graphie
La graphie de cette lettre est basée sur la forme de la lettre D minuscule de l’écriture insulaire dont le eth ‹ ð › a conservé la forme.

## Représentation informatique
Le D insulaire peut être représenté par les caractères Unicode (latin étendu D) suivants :
| formes    | représentations | chaînes de caractères | points de code | descriptions                        |
| --------- | --------------- | --------------------- | -------------- | ----------------------------------- |
| capitale  | Ꝺ               | Ꝺ                     | U+A779         | lettre majuscule latine d insulaire |
| minuscule | ꝺ               | ꝺ                     | U+A77A         | lettre minuscule latine d insulaire |